# Région métropolitaine de Tulsa

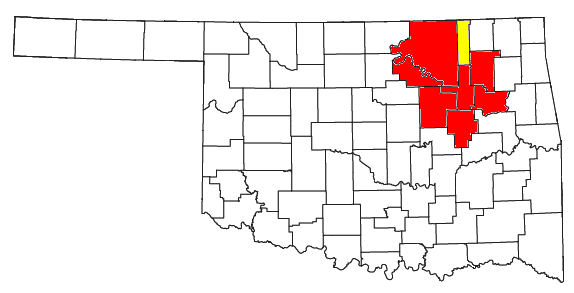
Carte de l'État de l'Oklahoma avec la région métropolitaine de Tulsa en rouge et le comté de Washington en jaune, avec lequel elle forme le Metropolitan Statistical Area Tulsa Tulsa CSA

La région métropolitaine de Tulsa, également connue sous le nom de Grand Tulsa (en anglais Greater Tulsa) ou comté vert (en anglais Green County), officiellement dénommée Tulsa Metropolitan Statistical Area MSA – nom utilisé par le Bureau de recensement des États-Unis –, est une région métropolitaine centrée sur Tulsa, la deuxième ville plus peuplée de l'État de l'Oklahoma, aux États-Unis.
Elle comptait 937 478 habitants  lors du recensement de 2010, chiffre estimé à 959 713 en 2012, soit 25 % de la population de l'État. C’est la 55e région métropolitaine du pays.

## Comtés
La zone comprend sept comtés, classés par population décroissante :
- Comté de Tulsa : 603 403 habitants
- Comté de Rogers : 86 905 habitants
- Comté de Wagoner : 73 085 habitants
- Comté de Creek : 69 967 habitants
- Comté d'Osage : 47 472 habitants
- Comté d'Okmulgee : 40 069 habitants
- Comté de Pawnee : 16 577 habitants

## Villes
La ville principale est Tulsa, avec environ 390 000 habitants.
Autres localités de plus de 10 000 habitants, par population décroissante : 
- Broken Arrow
- Bartlesville
- Owasso
- Sand Springs
- Sapulpa

## Source
- (en) Cet article est partiellement ou en totalité issu de l’article de Wikipédia en anglais intitulé « Tulsa metropolitan area » (voir la liste des auteurs).